# Alejandro Landes
Alejandro Landes Echavarría (São Paulo, 1980) es un director de cine, productor, guionista y periodista colombiano. Es principalmente conocido por dirigir películas en español como Porfirio, un drama colombiano basado en una historia real, y el documental Cocalero sobre la exitosa campaña presidencial de Evo Morales en Bolivia, y Monos una película que narra la historia de una célula guerrillera de jóvenes inexpertos que mantienen secuestrada a una mujer y una vaca.

## Biografía
Landes nació en São Paulo, Brasil, de madre colombiana y padre ecuatoriano. Recibió una B.A. en Economía Política de la Universidad de Brown en 2003. Antes de convertirse en cineasta, Landes trabajó como asistente de producción para Oppenheimer Presenta, un programa semanal de noticias. También escribió para el Miami Herald.
La primera película de Alejandro, Cocalero, se estrenó en competencia en el Festival de Cine de Sundance de 2007. Luego se estrenó en salas en más de veinte países. Landes fue elegido para la Residencia de la Cinéfondation, en París, y el Screenwriters and Directors Lab del Sundance Institute, en Utah. Su segundo largometraje, Porfirio, se estrenó en la Quinzaine des Réalisateurs en el Festival de Cannes 2011.

## Filmografía
| Año/s | Título   | País |
| ----- | -------- | --- |
| 2007  | Cocalero | Bolivia · Argentina                                                                                              |
| 2011  | Porfirio | Colombia · Argentina · Uruguay · España · Francia                                                                |
| 2019  | Monos    | Colombia · Argentina · Países Bajos · Alemania · Suecia · Uruguay · Estados Unidos · Suiza · Dinamarca · Francia |

## Premios y distinciones
Festival Internacional de Cine de San Sebastián
| Año  | Categoría         | Película | Resultado |
| ---- | ----------------- | -------- | --------- |
| 2019 | Premio Sebastiane | Monos    | Ganadora  |